# Anchimothon parishi
Anchimothon parishi är en insektsart som först beskrevs av Frederick Arthur Godfrey Muir 1918.  Anchimothon parishi ingår i släktet Anchimothon och familjen Derbidae. Inga underarter finns listade i Catalogue of Life.